# منزل نعيم
قرية منزل نعيم هي إحدى القرى التابعة لمركز فاقوس في محافظة الشرقية في جمهورية مصر العربية. حسب إحصاءات سنة 2006، بلغ إجمالي السكان في منزل نعيم 5695 نسمة، منهم 2861 رجل و2834 امرأة.

## التاريخ
قرية منزل نعيم من القرى القديمة، حيث وردت «منزل نعيم» مع الحجاجية حيث كانتا وحدة واحد حينئذ في أعمال الشرقية ضمن قرى الروك الصلاحي التي أحصاها ابن مماتي في كتاب قوانين الدواوين، كما وردت في أعمال الشرقية ضمن قرى الروك الناصري التي أحصاها ابن الجيعان في كتاب «التحفة السنية بأسماء البلاد المصرية». وفي العصر العثماني وردت في التربيع العثماني الذي أجراه الوالي العثماني سليمان باشا الخادم في عصر السلطان العثماني سليمان القانوني ضمن قرى ولاية الشرقية، وفي تاريخ 1228هـ/1813م الذي عدّ قرى مصر بعد المسح الذي قام به محمد علي باشا باسم «منزل نعيم» ضمن قرى مديرية الشرقية.